# Elbinger Niederung
Als Elbinger Niederung wird ein Teil des Umlandes der Stadt Elbląg (Elbing) in der polnischen Woiwodschaft  Ermland-Masuren bezeichnet, der sich vom Stadtrand aus bis zur  Nogat und über diese  hinaus erstreckt.

## Geographie

Elbing, die in das Frische Haff mündende Nogat und die Elbinger Höhe nordöstlich der Stadt auf einer Landkarte von 1910

Die Elbinger Niederung ist unter Ausschluss des Frischen Haffs ein rund 300 Quadratkilometer großes Teilgebiet des großen Weichseldeltas. Es war
während der Zeit des Deutschordensstaats  unter der Aufsicht der Komturei Elbing kultiviert worden    und  wurde später von der Stadt Elbing aus verwaltet.
Als Niederung wird das Gebiet nicht allein deshalb bezeichnet, weil es durchweg flach ist und nur sehr geringfügige Bodenerhebungen und -senkungen gegenüber dem Pegel der Nogat aufweist, sondern auch um es geographisch von dem restlichen Elbinger Gebiet, der Elbinger Höhe, zu unterscheiden, einer sich im Nordosten anschließenden Hügellandschaft, auch Trunzer Berge genannt.   Bevor die Flussläufe der Nogat und der Weichsel zwischen 1288 und 1295 mit Hilfe von Dämmen reguliert  wurden, war die Elbinger Niederung  Sumpfgebiet.
Der jenseits der Nogat gelegene Teil der Elbinger Niederung wird auch als Elbinger Werder (auch Elbingsches Werder) bezeichnet. Im Nordwesten von Elbing erstreckt sich die Elbinger Niederung bis zur Mündung der Elbinger Weichsel in das Frische Haff, im Süden bis zum Drausensee. (polnisch: Druzno)

### Flüsse
Die Elbinger Niederung wird von einer Reihe von Flüssen durchzogen, die größtenteils schiffbar sind.  Darunter befinden sich u. a.:
- der Elbing (Elbląg)
- die Thiene   (Tina)
- die Fischau   (Fiszewka)
- die Hommel  (Kumiela)
- die Nogat

## Geschichtliches
Am Ostufer der Nogat hatte der Deutsche Orden bei dem Dorf Clemensfähre südwestlich von Elbing die Ordensburg Clementsburg errichtet, die 1273 von den Prußen erobert wurde. Im 17. Jahrhundert existierte hier die Festung Clemens-Fähre, die während der Nordischen Kriege zerstört wurde.
Bevor das frühere Sumpfgebiet seit Ende des 13. Jahrhunderts trockengelegt wurde, war es nur sehr spärlich besiedelt. Im Zuge seiner Urbarmachung und Kultivierung entstanden zahlreiche Dörfer, von denen später einige von der Stadt Elbing eingemeindet worden sind.